# Giovanna Fratellini
Giovanna Fratellini née Giovanna Marmocchini Cortesi (Florence, 27 octobre 1666 - 18 avril 1731), est une femme peintre italienne qui a été active à la fin du XVIIe et au début du XVIIIe siècle.

## Biographie
Giovanna Fratellini a été une femme peintre italienne de la période baroque, active à Florence et surtout connue pour la peinture de portraits en miniature.
Fille de Giovanni Marmocchini, elle a épousé Giuliano Fratellini à l'âge de 18 ans et a débuté comme dame d'honneur d'une grande-duchesse toscane, Vittoria della Rovere, qui remarqua son talent pour la peinture. Elle se forma auprès d'un moine capucin et peintre médiocre Hippolyte Galantini, mais il est également dit qu'elle a bénéficié de l'instruction de Livio Mehus, Pietro Dandini, Domenico Tempesti et d'Anton Domenico Gabbiani.
Active dans la cour de Cosme IIIe, grand-duc de Toscane, elle a acquis une forte notoriété dans les cercles aristocratiques par son aptitude à peindre rapidement des portraits miniatures en émail. Ceux-ci pouvaient être sertis dans des médaillons et être portés comme souvenirs.
Dans le passé elle a été comparée à Rosalba Carriera.
Son fils Lorenzo Fratellini a été aussi un peintre.
La femme peintre Violante Beatrice Siries (1709-1783) a été son élève.

## Œuvres
- Portrait d'un jeune homme, Baltimore.
- Autoportrait, Galerie des Offices, Florence.
- Portrait de son fils Lorenzo,

## Sources
- (en) Cet article est partiellement ou en totalité issu de l’article de Wikipédia en anglais intitulé « Giovanna Fratellini » (voir la liste des auteurs).